# Hypogastrura tigrina
Hypogastrura tigrina är en urinsektsart som först beskrevs av Harvey 1900.  Hypogastrura tigrina ingår i släktet Hypogastrura och familjen Hypogastruridae. Inga underarter finns listade i Catalogue of Life.